# شهرستان جنکینس (جورجیا)
شهرستان جنکینس، جورجیا (به انگلیسی: Jenkins County, Georgia) یک سکونتگاه مسکونی در ایالات متحده آمریکا است که در جورجیا واقع شده‌است.